# 김태홍 (축구 선수)
김태홍(1990년 6월 12일 ~ )은 대한민국의 축구 선수로, 포지션은 골키퍼이며, 현재 K3리그 경주 한국수력원자력 소속이다.